# Сестри Беррі

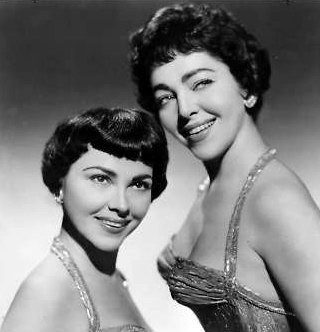
Сестри Беррі (зліва Клер, справа Мерна)

Сестри Бе́ррі (англ. The Barry Sisters) — Клер (Claire) і Мерна (Merna) Беррі, американський дует, який в середині XX століття виконував пісні на їдиш та англійською у стилях джаз і клезмер.

## Поява дуету
Сестри Мерна (уроджена Міна; 1925—1976) і Клара (1923—2014) Бейґельман народились в Бронксі, одному з районів Нью-Йорка, в сім'ї єврейських іммігрантів з Російської імперії (батько) та Австро-Угорщини (мати). Їхній дідусь жив у Києві на Подолі і переїхав до США з родиною після початку більшовицької агресії.
Всесвітня слава майбутнього музичного дуету сестер Беррі розпочалась після того, як маленька Клара заспівала на єврейському радіо пісню «Бейґелах». Ця пісня Якова Ядова була популярна серед русифікованих євреїв під назвою «Бублички».
Вже через кілька років сестри Клер і Міна почали співати разом в дуеті, який отримав назву Сестри Бейгельман (англ. The Bagelman Sisters). Вони записати декілька пісень, які були виконані на радіо-шоу для дітей «Дядечко Норман». Згодом з ними почав працювати відомий шоумен Ед Салліван, який по суті зробив сестер відомими на весь світ. Вони виконували естрадні пісні, російські романси, перекладені на їдиш та англійську, народні єврейські пісні, які музично аранжував для них композитор і музикант Абрам Ельштейн. Сестрички Міна і Клер Бейгельман перетворились в Мерну і Клер Беррі - музичний дует «Сестри Беррі». Голос Клер більш високий, молодша Мерна співала нижчим голосом.
У 1959 році дует разом з групою американських артистів відвідав СРСР з гастролями.
Під час Війни Судного дня сестри Беррі давали концерти для ізраїльських вояків.

## Репертуар
Найбільш відомі у виконанні сестер Беррі такі пісні:
- «Бублички»;
- «Чірібім-чірібом (Чарівна пісня вічного Пуриму)»;
- «Купіть папіроси»;
- «Тум-балалайка»;
- «Так, моя донечка»;
- «Моя єврейська мама»;
- «Хава нагіла»;
- «Моє містечко Белз»;
- «Хоп геле»;
- «Кузина»;
- «Крутится вертится шар голубой»;
- «Очи чёрные»;
- «Шмаровозник»;
- «Шалом алейхем»;
- «Main Glick»;
- «Abi Gezunt»;
- «Zug Es Meir Noch Amool»

і багато інших різними мовами: їдишем, івритом, англійською, російською, румунською, іспанською та ін.
Після смерті Мерни у 1976 році, Клара виспупала з різними виконавцями, в тому числі з Емілем Горовцем, Яковом Явно.
Хіти сестер Беррі були використані в серіалі про одеського бандита Мойсея Вінницького «Жизнь и приключения Мишки Япончика» (2011)